# أدريان أنوس
أدريان أنوس (بالمجرية: Annus Adrián)‏ هو رامي مطرقة مجري. أفضل رقم شخصي له هو 84.19 م. مثل بلاده في الأولمبياد. سبق أن فاز بالميدالية الذهبية في بطولة أوروبا لألعاب القوى.

## الميداليات
| الميدالية | المسابقة                       |
| --------- | ------------------------------ |
| فضية      | بطولة العالم لألعاب القوى 2003 |
| ذهبية     | بطولة أوروبا لألعاب القوى 2002 |

## روابط خارجية
- أدريان أنوس على موقع الاتحاد الدولي لألعاب القوى (الإنجليزية)
- أدريان أنوس على موقع اللجنة الأولمبية الدولية (الإنجليزية)
- أدريان أنوس على موقع أوليمبيديا (الإنجليزية)
- أدريان أنوس على موقع اللجنة الأولمبية المجرية (الهنغارية)